# Dayton (Ohio)
Dayton ist eine City im Montgomery County in Ohio (USA). Sie ist County Seat und befindet sich im mittleren Westen von Ohio. Bei der US-Volkszählung von 2020 wurde eine Bevölkerungszahl von 137.644 ermittelt. Die Stadt befindet sich im Tal des Great Miami River, nördlich von Cincinnati, südlich von Toledo, westlich von Columbus und östlich von Richmond in Indiana.

## Geschichte

### Namensgebung
Die Stadt wurde nach Jonathan Dayton benannt, einem Captain im Amerikanischen Unabhängigkeitskrieg und einer der Unterzeichner der amerikanischen Verfassung, welcher später auch Sprecher des Repräsentantenhauses und Senatsmitglied gewesen war.
Die Stadt wird auch „Gem City“ (Edelsteinstadt) genannt. Keiner kennt allerdings den genauen Ursprung dieses Namens: Entweder wegen eines erfolgreichen Rennpferds mit dem Namen „Gem“, das aus der Stadt stammte, oder weil die Stadt schön wie ein Edelstein ist. Letztere Geschichte geht vermutlich auf einen Zeitungsbericht aus den 1840er Jahren zurück, der die Qualitäten „Daytons“ pries und sie als „the gem of all our interior towns“ bezeichnete.

### Daytoner Abkommen
Zwischen dem 1. und dem 21. November 1995 fanden auf der Wright-Patterson Air Force Base in der Nähe von Dayton die Verhandlungen zur Beendigung des bis dahin bereits seit drei Jahren andauernden Jugoslawienkrieges statt. Die Verhandlungspartner waren der serbische Präsident Slobodan Milošević, der kroatische Präsident Franjo Tuđman, der Vorsitzende im Staatspräsidium von Bosnien und Herzegowina Alija Izetbegović und der amerikanische Chefunterhändler Richard Holbrooke. Das Dokument, das am 14. Dezember in Paris feierlich unterzeichnet wurde, trägt den Namen Daytoner Abkommen.

## Geographie
Nach den Angaben des United States Census Bureaus hat die Stadt eine Gesamtfläche von 146,7 km², wovon 144,5 km² Land und 2,2 km² (1,50 Prozent) der Fläche Wasser ist. Ein Teil davon erstreckt sich ins Greene County. Bei der Stadt fließen der Great Miami River, der Stillwater River, der Mad River und der Wolf Creek zusammen. Nach dem Hochwasser von 1913 (Great Dayton Flood) wurden in der Stadt viele Dämme errichtet, um die Flüsse unter Kontrolle zu bringen.
Die Stadt hat sehr breite, gerade Straßen. Der Grund für diese breiten, geraden Straßen ist, dass die Stadt von Anfang an ein Markt- und Umschlagszentrum war. Die Straßen waren so breit, dass Ochsengespanne mit bis zu acht Zugtieren auf ihnen wenden konnten. Außerdem waren viele heutige Straßen früher Kanäle mit Fuhrweg daneben.

### Innenstadt
Dayton hat einen hohen Anteil verlassener Gebäude innerhalb der City, dazwischen liegen geräumte Flächen. Die Stadt hat in den letzten Jahren zunehmend Geld für Abbruch ausgegeben. Einige Straßen der Altstadt wurden renoviert und mit Kleingewerbe belebt. Außerhalb der City sind dagegen große Siedlungen mit Einfamilienhäusern entstanden. Die sich aus dem Niedergang der Industrie in den letzten Jahrzehnten ergebenden stadtplanerischen und strukturellen Probleme ähneln denen anderen Städten des Rust Belt wie Detroit, Gary und Flint.
Einwohner glauben, dass die verlassenen Gebäude Quellen von Verbrechen und Drogen in der Nachbarschaft sind. Dayton ist mit anderen Städten Mitglied in einem Bund gegen Waffen.

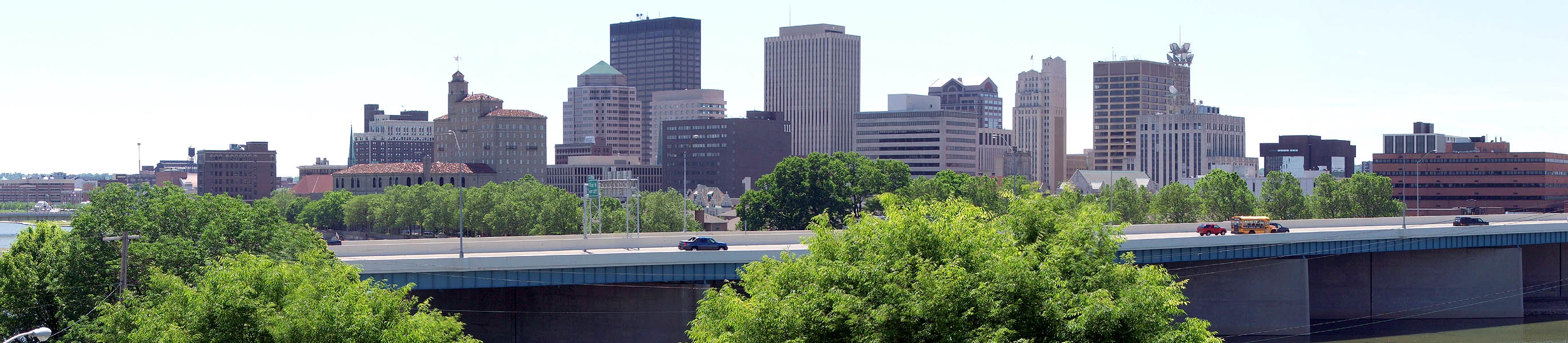
Panorama von Dayton

### Klima
|                       | Jan  | Feb  | Mär  | Apr  | Mai  | Jun  | Jul  | Aug  | Sep  | Okt  | Nov  | Dez  |   |       |
| Mittl. Tagesmax. (°C) | 1,2  | 3,3  | 10,0 | 16,6 | 22,5 | 27,6 | 29,4 | 28,3 | 24,7 | 18,1 | 10,7 | 3,9  | ⌀ | 16,4  |
| Mittl. Tagesmin. (°C) | −7,8 | −6,2 | −0,6 | 4,7  | 10,6 | 15,1 | 17,4 | 16,3 | 12,8 | 6,4  | 1,3  | −4,4 | ⌀ | 5,5   |
|                       |      |      |      |      |      |      |      |      |      |      |      |      |   |       |
| Niederschlag (mm)     | 54,1 | 55,1 | 86,9 | 87,9 | 98,6 | 97,0 | 89,9 | 81,3 | 64,5 | 63,0 | 78,0 | 74,4 | Σ | 930,7 |
|                       |      |      |      |      |      |      |      |      |      |      |      |      |   |       |
| Regentage (d)         | 8,2  | 7,5  | 10,4 | 9,8  | 9,3  | 8,3  | 8,3  | 7,4  | 6,5  | 7,4  | 8,8  | 9,3  | Σ | 101,2 |

| −7,8 |

| −6,2 |

| −0,6 |

| 4,7 |

| 10,6 |

| 15,1 |

| 17,4 |

| 16,3 |

| 12,8 |

| 6,4 |

| 1,3 |

| −4,4 |

| −7,8 |

| −6,2 |

| −0,6 |

| 4,7 |

| 10,6 |

| 15,1 |

| 17,4 |

| 16,3 |

| 12,8 |

| 6,4 |

| 1,3 |

| −4,4 |

## Bevölkerung
Nach der Erhebung von 2000 leben 166.179 Menschen, 67.409 Haushalte und 37.614 Familien in der Stadt. Die Bevölkerungsdichte beträgt 1150,3 pro km². 53,36 Prozent der Bevölkerung sind Weiße, 43,13 Afroamerikaner, 0,30 Prozent amerikanische Ureinwohner, 0,65 Prozent Asiaten, 0,04 Prozent pazifische Insulaner, 0,70 Prozent von anderer ethnischer Herkunft. 1,83 Prozent sind Mischlinge, 1,58 Prozent sind Latinos.
Männer haben ein Durchschnittseinkommen von 30.816 Dollar, Frauen nur 24.937 Dollar. Das Pro-Kopf-Einkommen der Stadt beträgt 15.547 USD. 23,0 Prozent der Bevölkerung und 18,2 Prozent der Familien leben unterhalb der Armutsgrenze, davon sind 32,0 Prozent Kinder oder Jugendliche jünger als 18 Jahre und 15,3 Prozent Menschen älter als 65.

### Einwohnerentwicklung
| Jahr | Einwohner 1 |
| ---- | ----------- |
| 1980 | 203.371     |
| 1990 | 182.005     |
| 2000 | 166.179     |
| 2010 | 141.527     |
| 2020 | 137.644     |

## Wirtschaft und Infrastruktur
Die Wright State University und die University of Dayton haben in Dayton ihren Sitz.
Der nächstgelegene Flughafen ist der James M. Cox Dayton International Airport nördlich von Dayton.
Der öffentliche Nahverkehr wird unter anderem mit Oberleitungsbussen abgewickelt.

## Kultur und Sehenswürdigkeiten

### Museen
- Das National Museum of the United States Air Force, am Rande der Wright-Patterson Air Force Base, ist das älteste und größte Museum der United States Air Force für militärische Luftfahrt.
- Das Dayton Art Institute im Belmonte Park North ist eines der bekannten Kunstmuseen in den Vereinigten Staaten.

### Bauwerke
- Dayton Masonic Center Freimaurerzentrum

### Sport
Sehr beliebt sind die Dayton Flyers, das Basketballteam der dort ansässigen Universität. Außerdem gastiert hier manchmal die WWE.
The Dayton Bombers waren mit 18 Spielzeiten das am zweitlängsten in der ECHL vertretene Eishockey-Team. Im Juni 2009 musste das Team mangels Sponsoren und Investoren die Lizenz zurückgeben. Ein weiterer Grund war die Rückkehr der Dayton Gems, die in der International Hockey League spielten. Sie begannen nach 12 Jahren Unterbrechung im Herbst 2009 wieder mit dem Training und den Heimspielen in der Hara Arena. Nach einem Zusammenschluss der IHL mit der Central Hockey League spielen die Dayton Gems ab der Saison 2010/2011 in der CHL.

## Söhne und Töchter der Stadt

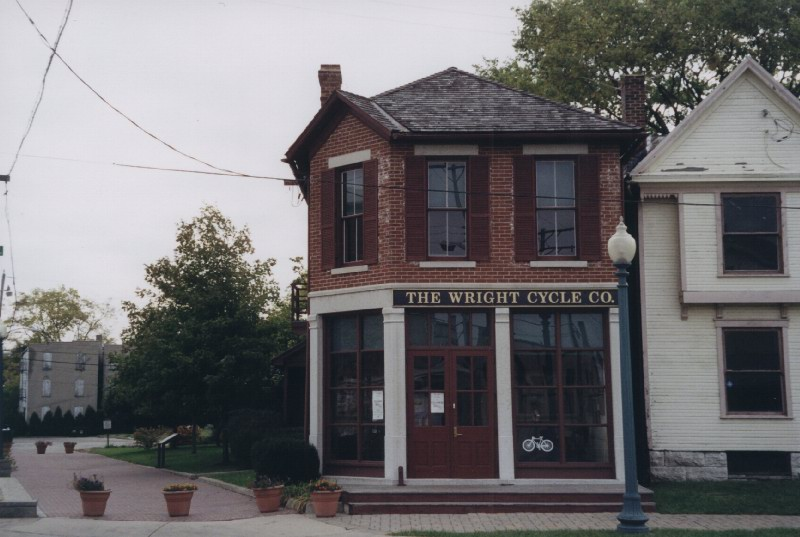
Werkstatt der Gebr. Wright

Die Stadt ist Geburtsort und Heimat der Luftfahrtpioniere Orville und Wilbur Wright, die vor ihrem erfolgreichen ersten Flug in Dayton eine Fahrradwerkstatt betrieben, in der sie auch an ihren Fluggeräten arbeiteten. Die Werkstatt ist heute ein National Historical Park, der vom National Park Service betrieben wird, und kann besichtigt werden.
- Tom Aldredge (1928–2011), Schauspieler
- Christina Angel (* 1971), Pornodarstellerin
- Irving Babbitt (1865–1933), Literaturkritiker
- Natalie Babbitt (1932–2016), Schriftstellerin und Kinderbuch-Illustratorin
- Lou Barlow (* 1966), Rockmusiker
- Chris Berger (* ≈1970), Jazzmusiker
- Natalie Clifford Barney (1876–1972), Schriftstellerin
- Pauline Betz (1919–2011), Tennisspielerin
- J. Paul Boehmer (* 1965), Filmschauspieler
- Bob Bowen (1965–2010), Jazzbassist und Hochschullehrer
- Dan Bruce (* ≈1980), Jazzmusiker
- Eliot Cardinaux (* 1984), Jazz- und Improvisationsmusiker, Dichter
- Dave Carpenter (1959–2008), Jazzbassist
- Linda Castillo (* 1960), Schriftstellerin
- Anne Cox Chambers (1919–2020), Erbin von Cox Enterprises und US-Botschafterin in Belgien
- Kurt Coleman (* 1988), American-Football-Spieler
- Marco Coleman (* 1969), American-Football-Spieler
- Aaron O’Connell (* 1986), Filmschauspieler
- Michael J. Conrad (1933–2023), Generalmajor der United States Army
- Little Miss Cornshucks (1923–1999), R&B- und Jazz-Sängerin und Songwriterin
- George Crook (1828–1890), General der US-Armee im Amerikanischen Bürgerkrieg
- Kelley Deal (* 1961), Musikerin
- Kim Deal (* 1961), Musikerin
- Helen Octavia Dickens (1909–2001), Medizinerin und Hochschullehrerin
- Danny Draven (* 1978), Filmregisseur, Produzent und Drehbuchautor
- Warren Garst (1850–1924), Politiker, 19. Gouverneur des Bundesstaates Iowa
- Banu Gibson (* 1947), Jazzsängerin
- Thomas Gompf (* 1939), Wasserspringer
- Daniel Gutwein (* 1951), Komponist, Musikpädagoge, Jazzsaxophonist und Shakuhashispieler
- Tim Hagans (* 1954), Jazztrompeter
- Joshua Harris (* 1974), Autor und Geistlicher
- Allison Janney (* 1959), Schauspielerin
- Ken Jenkins (* 1940), Schauspieler
- Timothy J. Keating (* 1945), Admiral der US Navy
- Joseph K. Kellogg, Jr. (* 1944), Generalleutnant der United States Army
- Marna King (1939–2019), Theaterwissenschaftlerin und Publizistin
- Judith Kleinfeld (1944–2025), Professorin
- Paul Francis Leibold (1914–1972), römisch-katholischer Geistlicher, Erzbischof von Cincinnati
- Little Axe (* 1949), Musiker
- Catherine Small Long (1924–2019), Politikerin
- Ron Lyle (1941–2011), Boxer
- William MacKey (1927–1951), Autorennfahrer
- Jack V. Mackmull (1927–2011), Generalleutnant der United States Army
- Josh Myers (* 1998), American-Football-Spieler
- Patrick Nagel (1945–1984), Maler und Illustrator
- John M. Newman (* 1950), ehemaliger Major der US-Army, Hochschullehrer und Buchautor
- Osa Odighizuwa (* 1998), American-Football-Spieler
- Nathan Peavy (* 1985), Basketballspieler
- Daniel Edward Pilarczyk (1934–2020), römisch-katholischer Geistlicher und Erzbischof von Cincinnati
- Robert Pollard (* 1957), Musiker
- Keith Prentice (1940–1992), Schauspieler
- RuDee Sade (* 1986), Schauspielerin
- Thomas J. Sands (1907–1984), Generalmajor der United States Army
- Sherri Saum (* 1974), Schauspielerin
- John Scofield (* 1951), Jazz-Gitarrist und Komponist
- Russell P. Sebold (1928–2014), Romanist, Hispanist  und Hochschullehrer
- Eve Kosofsky Sedgwick (1950–2009), Gender-Theoretikerin und Autorin
- Bryan Sellers (* 1982), Autorennfahrer
- Clifford „Bud“ Shank (1926–2009), Jazzmusiker
- Martin Sheen (* 1940), Filmschauspieler
- Margo Smith (1942–2024), Countrysängerin
- Dorothy Stang (1931–2005), katholische Ordensschwester und Umweltaktivistin in Brasilien
- Liz Stefanics (* 1950), Politikerin
- Billy Strayhorn (1915–1967), Jazzmusiker
- Strobe Talbott (* 1946), Diplomat, Politiker und Politikwissenschaftler
- Francis Augustinus Thill (1893–1957), katholischer Bischof
- Sara Tomko (* 1983), Schauspielerin und Produzentin
- Mike Turner (* 1960), Politiker
- Sam Underhill (* 1996), englischer Rugby-Union-Spieler
- Leslie Wexner (* 1937), Unternehmer
- Jonathan Winters (1925–2013), Komödien-Schauspieler
- Booty Wood (1919–1987), Jazzmusiker
- Steven Wright (* 1983), Basketballspieler
- Orville Wright (1871–1948), Flugpionier, Flugzeugbauer und mit seinem Bruder Wilbur Wright (1867–1912) der erste Pilot der Menschheitsgeschichte
- Snooky Young (1919–2011), Jazztrompeter
- Ben Yu (* 1986), Pokerspieler
- Zachary Zorn (* 1947), Schwimmer

ebenso:
- Guided by Voices, Band
- Hawthorne Heights, Band
- The Devil Wears Prada, Band

## Städtepartnerschaften
Dayton unterhält Städtepartnerschaften mit folgenden Städten:
- Augsburg (Deutschland), seit 1964
- Ōiso (Japan), seit 1968
- Monrovia (Liberia), seit 1972
- Cholon (Israel), seit 1998
- Sarajevo (Bosnien und Herzegowina), seit 1999
- Rushmoor (Vereinigtes Königreich), seit 2019

## Belege
1. ↑  www.daytonohio.gov. (abgerufen am 13. Mai 2022).
2. ↑  Explore Census Data Total Population in Dayton city, Montgomery County, Ohio. US Census Bureau, abgerufen am 18. Februar 2025 (englisch).
3. ↑  Debbie Juniewicz: Bombers won’t be back, failed to get key investors. In: Dayton Daily News. 26. Juni 2009, archiviert vom Original am 22. Juni 2011; abgerufen am 9. März 2019 (englisch).
4. ↑  Debbie Juniewicz: Pro Hockey Returning to Hara Arena in October. In: Dayton Daily News. 9. Juni 2009, archiviert vom Original am 16. Juli 2009; abgerufen am 9. März 2019 (englisch).
5. ↑  Central Hockey League and International Hockey League Make Major Announcement. In: Website der CHL. 1. Juni 2010, ehemals im Original (nicht mehr online verfügbar); abgerufen am 9. März 2019 (englisch). (Seite nicht mehr abrufbar. Suche in Webarchiven)
6. ↑  Dayton Sister City Comittee. Abgerufen am 10. Januar 2020.